# ロイヤル・オリエント・トレイン
ロイヤル・オリエント・トレイン（英語：Royal Orient Train）は、インドを走る観光列車（Tourist Trains）のひとつ。デリーを出発して、9日間でデリーおよびグジャラート州とラージャスターン州の観光地をめぐる。列車は主に夜間に運行し、昼間は各地で観光を楽しむという形を取る、豪華観光列車である。そのため、「インドの文化と遺跡のショーケース」とも呼ばれる。

## 概要
インドで最初の豪華列車であるパレス・オン・ホイールズを模して、1994年にグジャラート観光公社とインド鉄道によって立ち上げられた。初年度の乗車率は25%、次年度の乗車率は15%と、当初は苦戦したが2007年からは営業が黒字となっている。
13両編成で、それぞれの車両には沿線ゆかりのラージプートの諸王国にちなんだ名前が付けられている。食堂では、こちらも沿線ゆかりのラージャスターニー料理やグジャラーティー料理のほか、その他のインド料理、中華料理、ヨーロッパ料理が供されている。内装は宮殿の様式を採用して豪華さを醸し出し、バーやその他の娯楽設備を有している。

## 運行
ロイヤル・オリエント・トレインは、始点かつ終点のデリーを除いて、8泊7日の旅程となっている。
- デリー出発
  - 1泊目：デリー・カントンメント駅　→　チッタウルガル
- 1日目：チッタウルガル（チッタウルガル城塞など）・ウダイプル（レイク・パレス）観光
  - 2泊目：ウダイプル　→　ジュナーガド
- 2日目：ジュナーガド・ヴェーラーヴァル観光
  - 3泊目：ヴェーラーヴァル　→　サーサーンギル
- 3日目：ギル森林国立公園・ディルワーラー寺院観光
  - 4泊目：ディルワーラー　→　パーリターナー
- 4日目：パーリターナー（ジャイナ教寺院）・サルケージ観光
  - 5泊目：サルケージ　→　アフマダーバード
- 5日目：アフマダーバード観光
  - 6泊目：アフマダーバード　→　ジャイプル
- 6日目：ジャイプル観光
  - 7泊目：ジャイプル泊
- 7日目：ジャイプル観光
  - 8泊目：ジャイプル　→　デリー・カントンメント駅
- デリー到着